# Rondaniooestrus apivorus
Rondaniooestrus apivorus är en tvåvingeart som beskrevs av Villeneuve 1916. Rondaniooestrus apivorus ingår i släktet Rondaniooestrus och familjen parasitflugor. Inga underarter finns listade i Catalogue of Life.